# Trevor Cherry
Trevor Cherry (23. února 1948 Huddersfield – 29. dubna 2020) byl anglický fotbalista, obránce. Po skončení aktivní kariéry působil jako trenér.

## Fotbalová kariéra
V nejvyšší anglické soutěži hrál za Huddersfield Town AFC a Leeds United FC. S Leedsem získal v sezóně 1973/74 anglický titul. Kariéru končil jako hrající trenér ve třetí nejvyšší soutěži v týmu Bradford City AFC. V Lize mistrů UEFA nastoupil ve 3 utkáních, v Poháru vítězů pohárů nastoupil v 8 utkáních a dal 1 gól a v Poháru UEFA nastoupil v 10 utkáních a dal 1 gól. Byl členem anglické reprezentace a na Mistrovství Evropy ve fotbale 1980, nastoupil v 1 utkání. Za reprezentaci Anglie nastoupil celkem v letech 1976–1980 v 27 utkáních.

## Ligová bilance
| Ročník                                  | Zápasy | Góly | Klub                  |
| --------------------------------------- | ------ | ---- | --------------------- |
| Football League Second Division 1966/67 | 3      | 0    | Huddersfield Town AFC |
| Football League Second Division 1967/68 | 23     | 0    | Huddersfield Town AFC |
| Football League Second Division 1968/69 | 42     | 3    | Huddersfield Town AFC |
| Football League Second Division 1969/70 | 40     | 2    | Huddersfield Town AFC |
| Football League First Division 1970/71  | 35     | 4    | Huddersfield Town AFC |
| Football League First Division 1971/72  | 42     | 1    | Huddersfield Town AFC |
| Football League First Division 1972/73  | 39     | 1    | Leeds United FC       |
| Football League First Division 1973/74  | 38     | 1    | Leeds United FC       |
| Football League First Division 1974/75  | 27     | 2    | Leeds United FC       |
| Football League First Division 1975/76  | 40     | 6    | Leeds United FC       |
| Football League First Division 1976/77  | 42     | 1    | Leeds United FC       |
| Football League First Division 1977/78  | 41     | 1    | Leeds United FC       |
| Football League First Division 1978/79  | 38     | 6    | Leeds United FC       |
| Football League First Division 1979/80  | 39     | 2    | Leeds United FC       |
| Football League First Division 1980/81  | 41     | 0    | Leeds United FC       |
| Football League First Division 1981/82  | 38     | 2    | Leeds United FC       |
| Football League Second Division 1982/83 | 16     | 0    | Leeds United FC       |
| Football League Third Division 1982/83  | 28     | 0    | Bradford City AFC     |
| Football League Third Division 1983/84  | 44     | 0    | Bradford City AFC     |
| Football League Third Division 1984/85  | 20     | 0    | Bradford City AFC     |
| CELKEM                                  | 676    | 32   |                       |

## Trenérská kariéra
Jako hlavní trenér vedl v letech 1982-1987 Bradford City AFC.